# Valeur en eau
En sciences physiques et chimiques, la valeur en eau ou équivalent en eau ou masse en eau d'un dispositif expérimental est la masse d'eau qui aurait les mêmes propriétés que le dispositif dans le contexte de l'étude menée. 
En calorimétrie, par exemple, la valeur en eau d'un calorimètre est la masse d'eau fictive μ qui aurait la même capacité thermique que le calorimètre utilisé. 
Soit :
- {\displaystyle C_{m}} = capacité thermique du corps exprimée en J.K-1
- {\displaystyle C_{eau}} = capacité thermique massique de l'eau, soit 4185 J.K-1.kg-1 à 25°C

Alors, la valeur en eau est définie par {\displaystyle \mu ={\frac {C_{m}}{C_{eau}}}}